# Hallo K3 (single)
Hallo K3 is de eerste single van het album Eyo! van de meidengroep K3. De single kwam uit op 15 september 2010.
De hoogste positie in Nederland in de Single Top 100 was plaats nummer 11 en stond 10 weken in de Single Top 100. De hoogste positie in België in de Ultratop 50 was plaats nummer 2 en stond 11 weken in de Ultratop 50.
De single was tevens de titelsong van hun sitcom Hallo K3!.

## Tracklist
1. Hallo K3 (2:45)
2. Hallo K3 (instrumentale versie) (2:45)

## Hitnoteringen

### NederlandseSingle Top 100
| Hitnotering: 25-09-2010 t/m 27-11-2010 | Hitnotering: 25-09-2010 t/m 27-11-2010 | Hitnotering: 25-09-2010 t/m 27-11-2010 | Hitnotering: 25-09-2010 t/m 27-11-2010 | Hitnotering: 25-09-2010 t/m 27-11-2010 | Hitnotering: 25-09-2010 t/m 27-11-2010 | Hitnotering: 25-09-2010 t/m 27-11-2010 | Hitnotering: 25-09-2010 t/m 27-11-2010 | Hitnotering: 25-09-2010 t/m 27-11-2010 | Hitnotering: 25-09-2010 t/m 27-11-2010 | Hitnotering: 25-09-2010 t/m 27-11-2010 | Hitnotering: 25-09-2010 t/m 27-11-2010 |
| Week:                                  | 1                                      | 2                                      | 3                                      | 4                                      | 5                                      | 6                                      | 7                                      | 8                                      | 9                                      | 10                                     |                                        |
| -------------------------------------- | -------------------------------------- | -------------------------------------- | -------------------------------------- | -------------------------------------- | -------------------------------------- | -------------------------------------- | -------------------------------------- | -------------------------------------- | -------------------------------------- | -------------------------------------- | -------------------------------------- |
| Positie:                               | 15                                     | 11                                     | 13                                     | 19                                     | 21                                     | 38                                     | 58                                     | 22                                     | 57                                     | 76                                     | uit                                    |

### VlaamseUltratop 50
| Hitnotering: 25-09-2010 t/m 04-12-2010 | Hitnotering: 25-09-2010 t/m 04-12-2010 | Hitnotering: 25-09-2010 t/m 04-12-2010 | Hitnotering: 25-09-2010 t/m 04-12-2010 | Hitnotering: 25-09-2010 t/m 04-12-2010 | Hitnotering: 25-09-2010 t/m 04-12-2010 | Hitnotering: 25-09-2010 t/m 04-12-2010 | Hitnotering: 25-09-2010 t/m 04-12-2010 | Hitnotering: 25-09-2010 t/m 04-12-2010 | Hitnotering: 25-09-2010 t/m 04-12-2010 | Hitnotering: 25-09-2010 t/m 04-12-2010 | Hitnotering: 25-09-2010 t/m 04-12-2010 | Hitnotering: 25-09-2010 t/m 04-12-2010 |
| Week:                                  | 1                                      | 2                                      | 3                                      | 4                                      | 5                                      | 6                                      | 7                                      | 8                                      | 9                                      | 10                                     | 11                                     |                                        |
| -------------------------------------- | -------------------------------------- | -------------------------------------- | -------------------------------------- | -------------------------------------- | -------------------------------------- | -------------------------------------- | -------------------------------------- | -------------------------------------- | -------------------------------------- | -------------------------------------- | -------------------------------------- | -------------------------------------- |
| Positie:                               | 11                                     | 2                                      | 4                                      | 9                                      | 15                                     | 27                                     | 29                                     | 38                                     | 44                                     | 40                                     | 49                                     | uit                                    |